# Org 26576
Org 26576 es un fármaco ampakina originalmente desarrollado por Cortex Pharmaceuticals y luego licenciado a Organon International para continuar su desarrollo. En estudios realizados en animales ha mostrado efectividad en la potenciación de la función del receptor AMPA, incrementando la liberación de BDNF y mejorando la diferenciación y sobrevivencia neuronal; además, se ha observado que produce efectos nootrópicos en ensayos estandarizados.
Hasta el día de hoy, los estudios clínicos se han detenido.